# Mardi fou

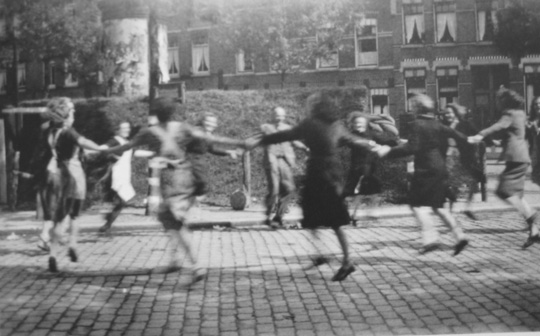
Une ronde à Rotterdam le mardi fou.

Le mardi fou, ou Dolle Dinsdag en néerlandais, désigne la journée du mardi 5 septembre 1944 aux Pays-Bas. Ce jour-là, la population est informée de l'imminence de la libération du pays sous occupation allemande par les Alliés qui avaient progressé très rapidement les jours précédents. C'est un moment de fête pour la population et de fuite pour les collaborateurs et une partie de l'armée allemande.

## Avance alliée
Le dimanche 3 septembre, Bruxelles est libérée, puis le 4 septembre, Anvers est prise à son tour. Les Néerlandais optimistes calculent qu'à ce rythme les Alliés pourraient être le 5 septembre à Rotterdam, le 6 septembre à Utrecht et Amsterdam, et que tout le pays suivrait. Dans le sud des Pays-Bas, on entendait déjà le grondement des canons.
Les rumeurs se répandent. Le 4 septembre, un message de la reine Wilhelmine annonce une libération imminente, et le soir les services néerlandais de la BBC annoncent par erreur que Bréda et Ruremonde sont atteintes par les forces alliées. Pieter Sjoerds Gerbrandy, président du Conseil, annonce que les troupes alliées progressent vers le nord et qu'elles ont déjà franchi la frontière.

### Fuite allemande
De nombreux Néerlandais se préparent à accueillir les Alliés, se rendant dans les rues et préparant des drapeaux et des banderoles orange. Ils voient passer des soldats débandés de l'armée allemande et des collaborateurs fuyant la France et la Belgique vers l'Allemagne. Ils partent avec des fruits du pillage. La panique gagne les Allemands et les membres du NSB. Les administrations d'occupation se sabordent à la hâte et beaucoup fuient en Allemagne. Les membres du NSB se dirigent pour la plupart vers la Lande de Lunebourg. Anton Mussert, lui, se rend à Bellinckhof dans la commune d'Almelo, d'où il lui est facile de se rendre en Allemagne si besoin.
Les SS évacuent à la hâte les 3 500 prisonniers du camp de concentration de Bois-le-Duc. Il s'agissait alors de prisonniers non-Juifs, pour la plupart Néerlandais, mais aussi Français ou Belges. Parmi eux, 2 800 hommes sont envoyés à Sachsenhausen, 650 femmes à Ravensbrück.

### Causes de l'absence d'avancée des Alliés
Les troupes alliées étaient alors trop peu nombreuses pour libérer l'ensemble des Pays-Bas. Le gros des troupes était toujours en France et celles qui avaient conquis Bruxelles et Anvers ne contrôlaient en réalité qu'un étroit couloir. Les lignes de ravitaillement étaient fort étirées et le ravitaillement dépendait des ports normands, les Allemands s'étant fortifiés dans les ports français.
Des informations indiquaient des concentrations de forces allemandes, par conséquent le haut commandement allié n'osa pas poursuivre vers le nord, d'autant plus que l'objectif principal, Anvers, était atteint.
En raison de la rapidité de l'avance des troupes, le haut-commandement savait à peine où elles se trouvaient. C'est la raison de l'annonce erronée de la libération de Bréda.

### Suites
Quelques jours plus tard seulement, les Alliés franchissaient la frontière néerlandaise avec des patrouilles de reconnaissance, et le 14 septembre 1944, Maastricht devenait la première grande ville néerlandaise à être libérée.
Les Alliés déclenchent l'opération Market Garden, qui se solde par une défaite alliée à la bataille d'Arnhem fin septembre.
Après le mardi fou, les Pays-Bas ont enduré un hiver de famine qui fait 20 000 victimes. La libération des Pays-Bas a lieu le 5 mai 1945.